# Castro de Monte Redondo
Le castro de Monte Redondo  est un site archéologique présentant les vestiges d'une colline fortifiée. Il est situé dans la freguesia de Guisande (pt), sur le territoire de la municipalité de Braga (district de Braga, Portugal). 
Il est classé monument national depuis 1910 .

## Description
Avec un système défensif composé de trois lignes de murailles, le castro possède des vestiges d'habitations de forme circulaire et rectangulaire, semblables à celles d'autres établissements protohistoriques.
Il fut partiellement exploré en 1899 et 1900 à l'initiative d' Albano Belino (pt). Plusieurs maisons rondes et quelques maisons carrées furent découvertes, ainsi que trois murs (le premier mesurant 1 050 m de périmètre), des fibules, des perles d'ambre, une petite hache en pierre, des pièces de monnaie romaines, des fragments de tuiles et un autel votif. Les travaux furent interrompus faute d'accord des propriétaires fonciers.

## Galerie

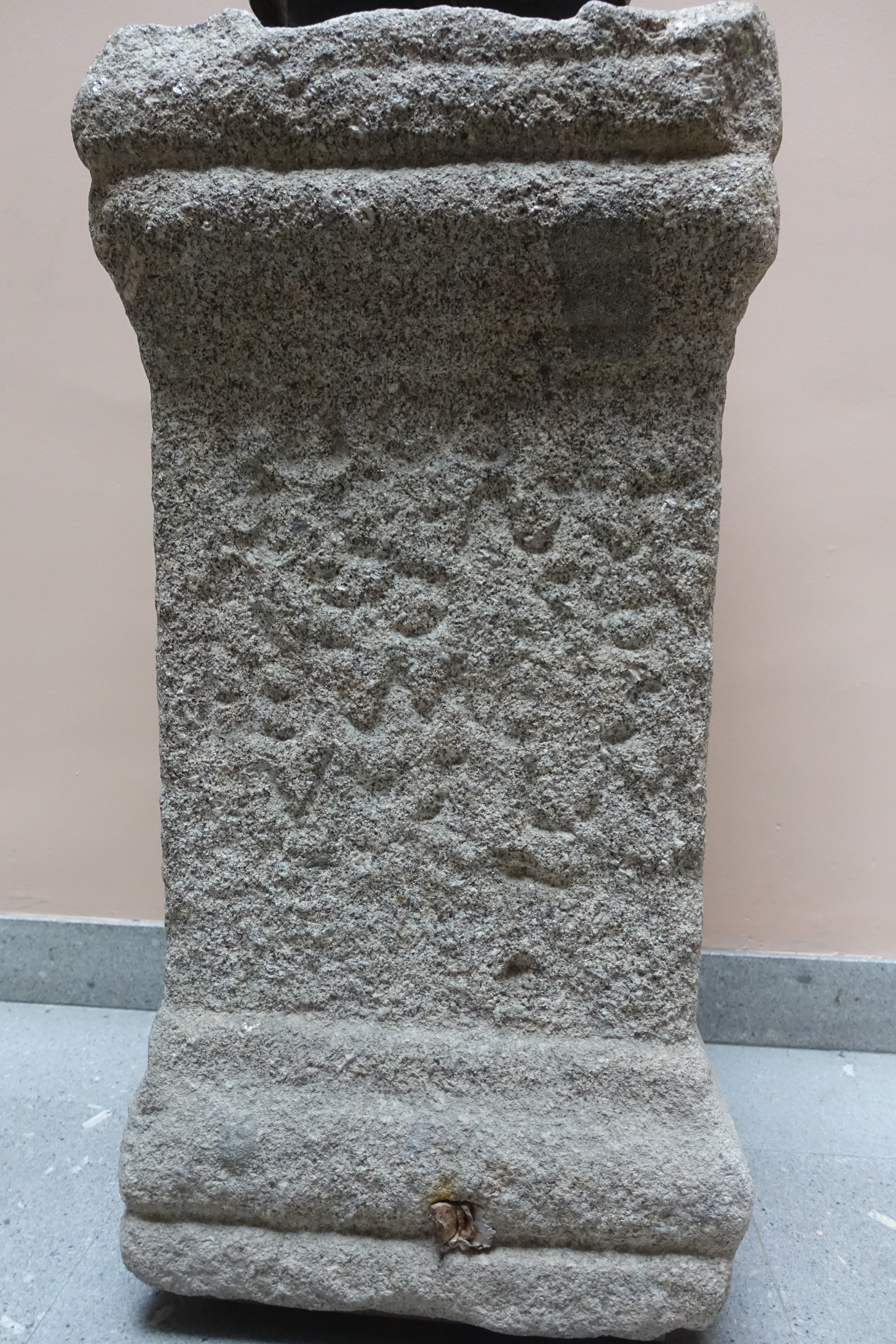
Autel votif.
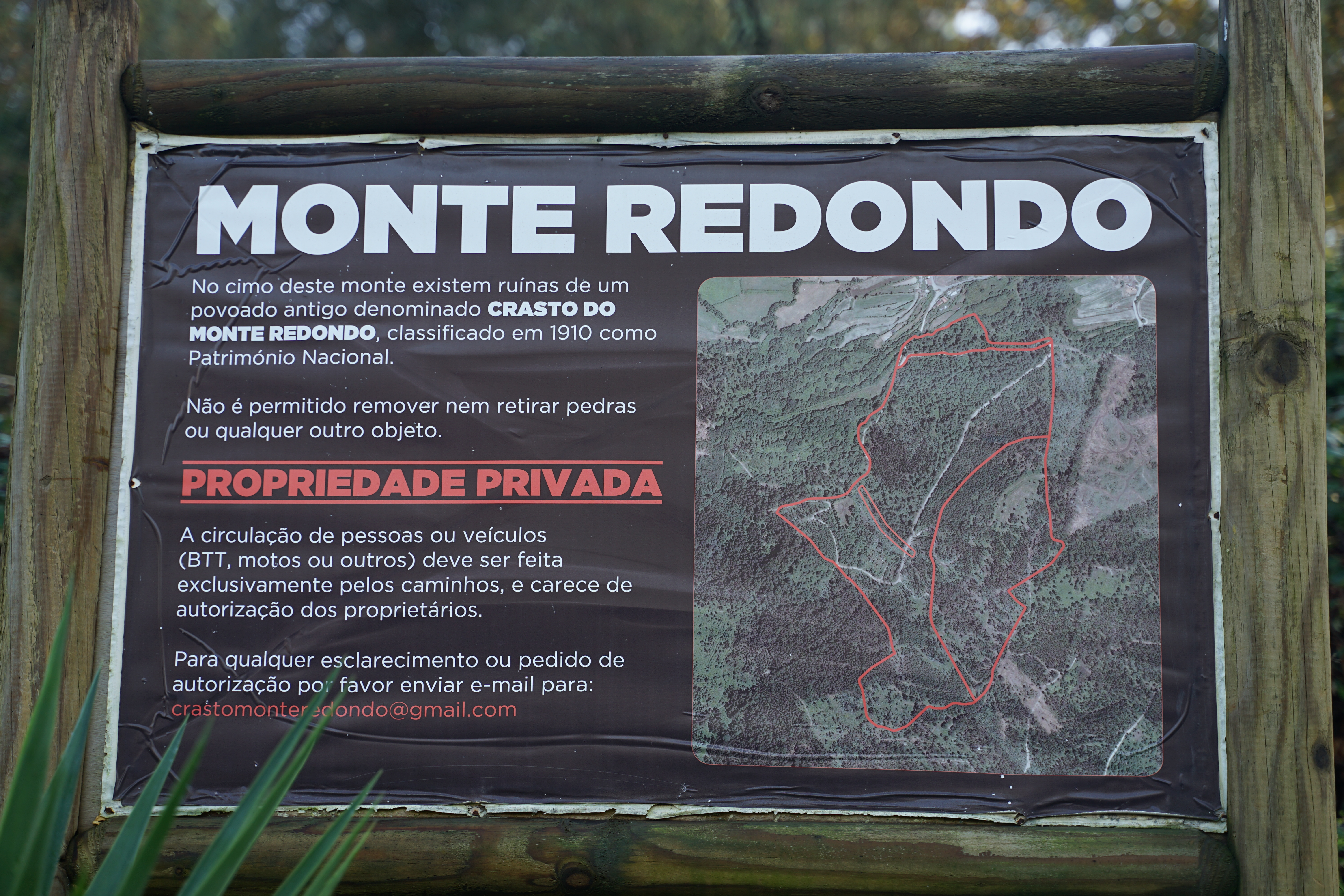